# Трофимов, Михаил Викторович
Михаил Викторович Трофимов (16 февраля 1963, Дивногорск — 7 июня 1993, Пале) — советский военный, капитан ВС СССР, участник войны в Афганистане и Боснии и Герцеговине.

## Биография

### Служба в СССР
Родился 16 февраля 1963 года в Дивногорске (Красноярский край). Окончил десантный факультет Новосибирского высшего военно-политического общевойскового училища в 1984 году, после был направлен на службу в Одесский военный округ. Оттуда он попал в Афганистан, где служил в воздушно-десантных войсках и в сухопутном спецназе: в частности, Трофимов проходил службу в 15-й бригаде ГРУ и 4-м Баракинском батальоне, а также был заместителем по политической части командира одной из рот 668-го отдельного отряда. Дважды награждён Орденом Красной Звезды.
В составе батальона в мае 1987 года вместе с 16 членами группы старший лейтенант Трофимов обнаружил караван из 400 вьючных животных, перевозивший оружие душманам. Несмотря на пятикратное численное превосходство противника, группа Трофимова пошла в атаку, задержав караван на 2 с половиной часа. В ходе боя отрядом захвачено 56 китайских ПЗРК, 7 безоткатных орудий, 340 кг взрывчатки и боеприпасы. Во время одного из боёв Трофимов получил тяжёлое ранение в голову и был отправлен в госпиталь в Кабуле. Врачи закрыли ему перелом в черепе пластмассовой пластиной. Его пытались комиссовать, но Михаил отказался наотрез и продолжил службу. По возвращении из Кабула он продолжил службу в Одесском военном округе и уволился в запас через год в звании капитана, отказавшись от статуса инвалида войны.

### Гражданская деятельность
После демобилизации Михаил стал работать наставником по рукопашному бою и каскадёром Одесской киностудии (также участвовал в съёмках фильмов на Ташкентской киностудии и студии имени Довженко) в составе группы каскадёров Владимира Жарикова (фильмы «Опалённые Кандагаром» и «Кодекс молчания»). Избирался депутатом областного совета[какого?]. Когда активизировался процесс перестройки, Михаил случайно узнал о Французском Иностранном легионе, он попытался пройти отбор, однако медицинская комиссия в связи с обнаружением серьёзных травм головы и колена запретила Михаилу дальнейшую службу. После распада СССР Михаил стал работать охранником казино «Ришельё».

### Война в Югославии
В мае 1993 года Михаил прибыл в Югославию в составе группы русских добровольцев в помощь бойцам вооружённых сил Республики Сербской. Михаил вошёл во 2-й РДО из Подграбского батальона 1-й Романийской пехотной бригады, подчинявшегося Сараевско-Романийскому корпусу. Он сменил на посту командира ещё одного участника боёв в Афганистане, Эдуарда, майора артиллерии.
Михаил Трофимов был умелым командиром, отличался храбростью, пользовался уважением своих боевых товарищей и сербских местных жителей. Под командованием Трофимова отряд участвовал в разведывательных рейдах и захватывал бойцов АРБиГ для последующего обмена на сербских солдат. В течение мая месяца Трофимов также провёл четыре разведывательные операции с установкой мин-растяжек в тылу противника.

### Смерть
7 июня 1993 года группа вышла на территорию села Дятели, занятого боснийскими солдатами. Михаил первым вошёл в один из домов, где проживали гражданские лица, и проверил документы у местных жителей. Когда он попытался уйти, кто-то открыл дверь из соседней комнаты и бросил ручную гранату. В результате взрыва Михаил получил осколок в горло, а через несколько секунд был ранен и автоматной очередью. По свидетельствам местных жителей, из окна того дома выскочили двое мужчин, которые готовили засаду на бойцов 2-го РДО. Один из них был застрелен, второй сбежал. Михаил Трофимов был госпитализирован в город Пале в госпиталь «Коран», где раненому делали искусственное дыхание. Однако, несмотря на усилия врачей, Трофимов умер в тот же день. Он был похоронен на церковном кладбище села Прача, позднее останки перезахоронены в Калиновке (Винницкая область, Украина).

### Личная жизнь
Родители Михаила проживали в Винницкой области, в Калиновке. У Михаила в Одессе остались жена Галина и дочь Аня (на момент смерти отца Ане исполнилось 8 лет).

## Память
16 февраля 2003 года официально был создан Фонд памяти ветеранов Афганистана имени Михаила Трофимова, члены которого занимаются благотворительной деятельностью и помогают детям. Его главой стал Евгений Горбанев, хорошо знавший Михаила Трофимова. 7—8 февраля 2004 года в Одессе к 15-летию вывода советских войск из Афганистана состоялся Открытый кубок по контактному карате, получивший имя Михаила Трофимова и проводящийся ежегодно.